# Pinellia fujianensis
Pinellia fujianensis là một loài thực vật có hoa trong họ Ráy (Araceae). Loài này được H.Li & G.H.Zhu mô tả khoa học đầu tiên năm 2007.